# The Man Who Invented Christmas
The Man Who Invented Christmas är en biografisk dramafilm från 2017 i regi av Bharat Nalluri. Filmen är baserad på boken med samma namn av Les Standiford. I huvudrollerna ses Dan Stevens, Christopher Plummer och Jonathan Pryce. Handlingen följer Charles Dickens kring tidpunkten då han skrev En julsaga och det faktum att Dickens fiktiva karaktär Ebenezer Scrooge inspirerades av hans egen far, John Dickens.

## Rollista i urval
- Dan Stevens - Charles Dickens
  - Ely Solan - Charles som ung
- Christopher Plummer - Ebenezer Scrooge
- Jonathan Pryce - John Dickens, Charles Dickens far
- Simon Callow - John Leech, en illustratör
- Donald Sumpter - Jacob Marley
- Miriam Margolyes - Mrs. Fisk
- Morfydd Clark - Kate Dickens
- Justin Edwards - John Forster/Nuvarande Julens Ande
- Miles Jupp - William Makepeace Thackeray
- Ian McNeice - Edward Chapman
- Bill Paterson - Mr. Grimsby
- Anna Murphy - Tara/Gångna Julars Ande
- Jasper Hughes-Cotter - Walter Dickens
- Eddie Jackson - bedragare
- Neil Slevin - italiensk arbetare
- Paul Kealyn - Warrens förman
- Aleah Lennon - Mamie Dickens
- Ger Ryan - Elizabeth Dickens
- Valeria Bandino - Tart